# پرستوی دمگاه‌خاکستری

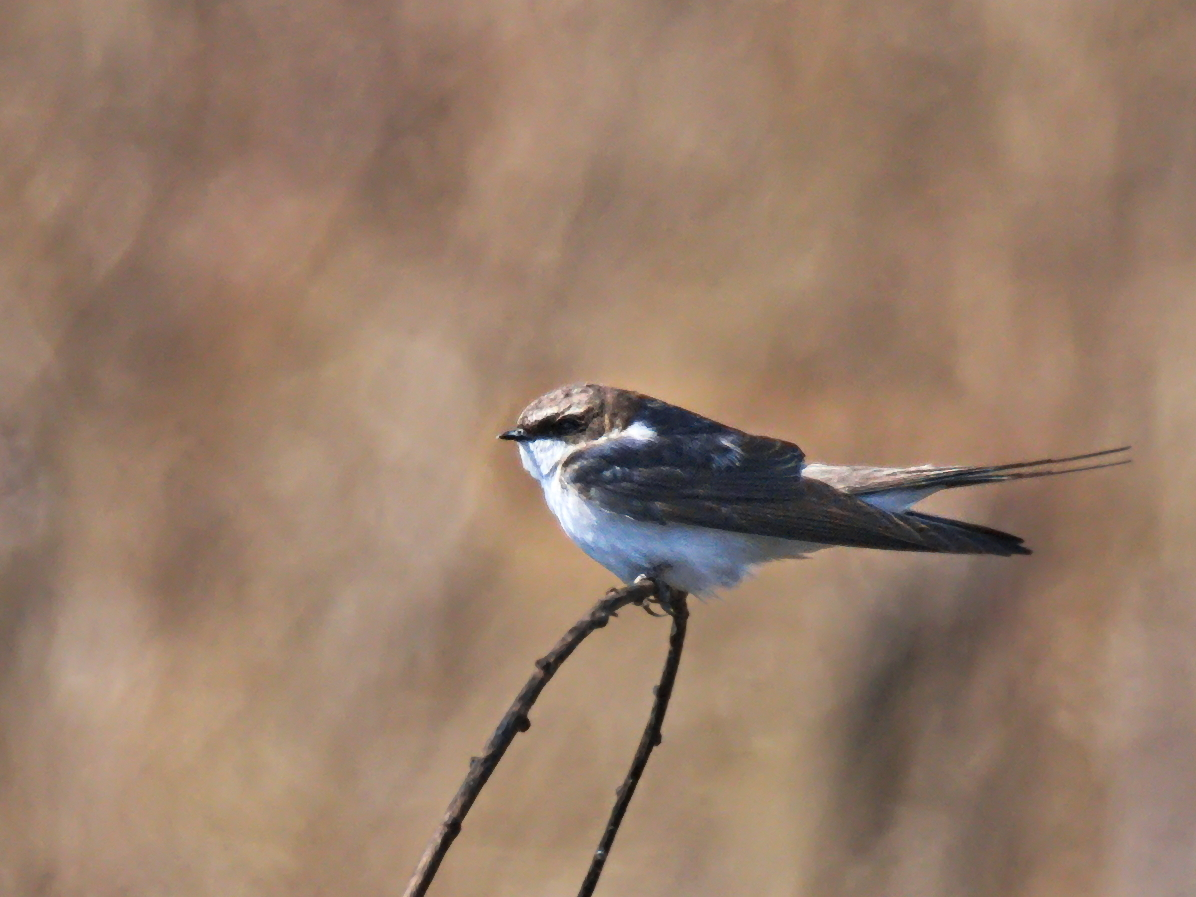
Pseudhirundo griseopyga

پرستوی دمگاه‌خاکستری (نام علمی: Pseudhirundo griseopyga) نام یک گونه از تیره پرستو است.